# Pniewiski
Pniewiski – wieś w Polsce położona w województwie mazowieckim, w powiecie siedleckim, w gminie Przesmyki. Ma status sołectwa.
W latach 1975–1998 miejscowość administracyjnie należała do województwa siedleckiego.
We wsi działa, założona w 1968 roku, jednostka ochotniczej straży pożarnej.
W Pniewiskach urodził się Franciszek Zalewski (1882–1970), podpułkownik lekarz Wojska Polskiego.